# オモデオ・タッソ
オモデオ・タッソ（Omodeo Tasso）は、13世紀後半のイタリアの人物で、タッソ家（のちのトゥルン・ウント・タクシス家）の家長。ベルガモを中心とする郵便網（ベルガモ飛脚）を築き、近代的な郵便制度を開拓した。

## 名前
名はアマデオ・タッソ（Amadeo Tasso）、オメデオ・タッソ（Omedeo Tasso）とも記される。
タッソ家の家名も、タッシ（Tassi）、デ・タシス（de Tassis）などと記されることがあり、オモデオ・デ・タシス（Omodeo de Tassis）の表記もなされる。

## 生涯
オモデオの家族は、1200年頃からベルガモ近郊ヴァル・ブレンバーナのアルメンノに暮らしていたことが知られている。ベルガモ周辺では、皇帝派（グエルフ）のコッレオーニ家と教皇派（ギベリン）のスアルディ家の紛争が発生し、オモデオの家族はより奥地の村であるコルネッロに移住した。オモデオはこの村で成長した。
ミラノ（ヴィスコンティ家）がベルガモを占領すると、1290年頃にオモデオは一族の32人を組織して飛脚会社 (Compagnia dei Corrieri) を設立し、ミラノとヴェネツィア（ヴェネツィア共和国）、ローマ（教皇領）を結んだ。王侯やローマ法皇の後援を受けた彼の会社は非常に優秀であり、イタリア全土で飛脚は「ベルガマスキ」(bergamaschi) と呼ばれるようになった。

## 子孫
タッソ家（のちにトゥルン・ウント・タクシス家）は、近代的な郵便制度を開拓し、神聖ローマ帝国の郵便長官として帝国郵便（ライヒスポスト）を管轄、また彼ら自身の事業（トゥルン・ウント・タクシス郵便）をも築いた。

## 創作の中で
トマス・ピンチョンの小説『競売ナンバー49の叫び』において、オモデオは Omedio Tassis と名を替えられた上で重要な役割を演じている。